# Ergonomista
Ergonomista – osoba zajmująca się ergonomią. 
Ergonomistami są specjaliści wielu dziedzin, którzy systemowo podchodzą do zagadnień ergonomicznych, a więc łączą wiedzę wielu dziedzin dla usprawnienia pracy i poprawy warunków. Ergonomistami są zajmujący się ergonomią specjaliści takich dziedzin jak: ekonomia, zarządzanie, administracja, robotyka, budowa maszyn, urbanistyka, architektura, medycyna, psychologia pracy, materiałoznawstwo.
Na świecie istnieje wiele instytucji zrzeszających osoby zajmujące się zawodowo problematyką ergonomii. W Europie jest to Związek Europejskich Towarzystw Ergonomicznych, który prowadzi proces oceny kompetencji zawodowych (ocena przygotowania teoretycznego i realizowanych prac praktycznych (projekty, ekspertyzy, szkolenia, itp.)) i rejestracji ergonomistów. Lista ergonomistów publikowana jest na stronie internetowej Centrum Rejestracji Ergonomistów Europejskich. Podobne instytucje analizujące kompetencje ergonomistów znajdują się w USA, Kanadzie, Japonii, Australii i Nowej Zelandii.
W programach studiów wielu uczelni w Polsce przekazuje się wiedzę z zakresu ergonomii. Są również kierunki studiów przygotowujących specjalistów z zakresu ergonomii (np. specjalność Ergonomia i bezpieczeństwo pracy na kierunku Inżynieria bezpieczeństwa).